# سالمة العتيبي
سالمة العتيبي أول امرأة تفوز في في انتخابات مجالس البلدية بالسعودية، حيث شغلت منصب في المجلس البلدى بمنطقة مكة المكرمة غرب السعودية.

## حياتها
عملت سالمة كمدرسة في إحدى مدارس مركز مدركة بمحافظة الجموم، لكنها كانت مهتمة بأعمال الخير ومساعدة الناس، تعقد دورات وندوات توعوية مستهدفة نساء المركز.
وقد تزوجت سالمة وهي في المرحلة المتوسطة من التعليم، وأنجبت طفلها الأول وأنا في المرحلة الثانوية.

## دراستها
درست الابتدائية في مدينة مكة المكرمة، على الرغم من بعدها عن مسكن الأسرة في مدركة مما دفع والدها لنقلها إلى مركز مدركة لأكمال تعليمها، ثم درست المرحلة المتوسطة في محافظة الجموم، ورغم زواجها في هذه المرحلة وانجابها الطفل الأول في الثانوية، فقد أكملت تعليمها حتى حصلت على درجة البكالوريوس مع مرتبة الشرف في اللغة العربية، وتم تعيينها في منطقة المرامية بالعيص.

## رؤيتها لمجالس البلدية
تؤمن بأن دور عضو المجلس أصبح الآن أكثر فاعلية من السابق مسنوداً بتوجيهات وزارة الشؤون البلدية والقروية، واعتبرته بمثابة نقلة نوعية جديدة في عمل البلديات كما ذكرت، وأضافت انها تتوقع أن ينعكس هذا الوضع على تطوير أدائها بما يتوافق ويلبي تطلعات واحتياجات الافراد في تقديم الخدمات، وكذلك تطلعات القيادة في مساهمة البلديات في تنمية المجتمع السعودى.
كما أكدت على تطوير مركز مدركة، وجعله في مصاف المحافظات التي تحظى بالاهتمام.